# AS Tiga Sport
El Association Sportive Tiga Sport es un equipo de fútbol que juega en la Superliga. Su sede está en Numea. Su estadio es el Estadio Numa-Daly Magenta.

## Historia
Fue fundado en el año de 1967 en la ciudad de Numea y desde el 2012 es un de los equipos inaugurales de la Superliga de Nueva Caledonia.
En la temporada 2020-21 el Tiga Sport se consagró campeón por primera vez en su historia y logra acceder a la Liga de Campeones de la OFC por primera vez en su historia en el 2021.

## Palmarés
- Superliga: (1)

2020-21